# 22e régiment d'infanterie (France)
Pour les articles homonymes, voir 22e régiment d'infanterie.
Le 22e régiment d'infanterie (22e RI) est un régiment d'infanterie de l'Armée de terre française créé sous la Révolution à partir du régiment de Viennois, un régiment français d'Ancien Régime.
Son héritier est le groupement de soutien de la base de défense de Lyon.

## Création et différentes dénominations
- 25 mars 1776 :  Création par ordonnance du régiment de Viennois formé à partir des 2e et 4e bataillons du régiment de Guyenne
- 1er janvier 1791 : Tous les régiments prennent un nom composé du nom de leur arme avec un numéro d'ordre donné selon leur ancienneté. Le régiment de Viennois devient le 22e régiment d'infanterie de ligne ci-devant Viennois.
- 1794 : amalgamé, il prend le nom de 22e demi-brigade de première formation
- 8 janvier 1796 : reformé en tant que 22e demi-brigade de deuxième formation
- 1803 : Renommé 22e régiment d'infanterie de ligne
- 1814 : pendant la Première Restauration et les Cent-Jours, le régiment garde son numéro
- 16 juillet 1815 : Comme l'ensemble de l'armée napoléonienne, il est licencié à la Seconde Restauration.
- 11 août 1815 : création de la 36e légion de l'Isère.
- 1817 : Elle prend le nom de légion de l'Isère avec le rang No 22[1].
- 1820 : la 22e légion de l'Isère est amalgamée et renommée 22e régiment d'infanterie de ligne.
- 1887 : 22e régiment d'infanterie
- 1914 : À la mobilisation, il donne naissance au 222e régiment d’infanterie
- 1er janvier 1922 : dissolution
- 22 août 1939 : recréé comme 22e régiment d'infanterie de forteresse.
- 1945 : Redevient 22e régiment d’infanterie

## Colonels / Chefs de brigade
- 26 octobre 1792 : Philippe Jacques François Aupépin de La Mothe Dreuzy[Note 1]
- 8 mars 1793 : Louis Suzanne d’Anglas
- 1805 : colonel Jacques-Valère Clément
- 1807 : colonel Claude Joseph Armand
- 1840 - 1847 : colonel Eugène Casimir Lebreton
- 1853 - 1854 : colonel Georges Eugène Blanchard
- 1870 : colonel de Villeneuve
- 1870 : colonel de Mauroy
- 1898: colonel Emmanuel-Joseph-Léon Bercand
- 1901: colonel Marie-Auguste-Algert Bousson
- 23 décembre 1913 - 13 septembre 1914 : colonel Joseph Alcide Bulot
- 1919 -1922: colonel Albert Laverrière

## Historique des garnisons, combats et batailles

### 22erégimentd'infanterie de ligne (1791-1793)

#### Guerres de la Révolution et de l'Empire

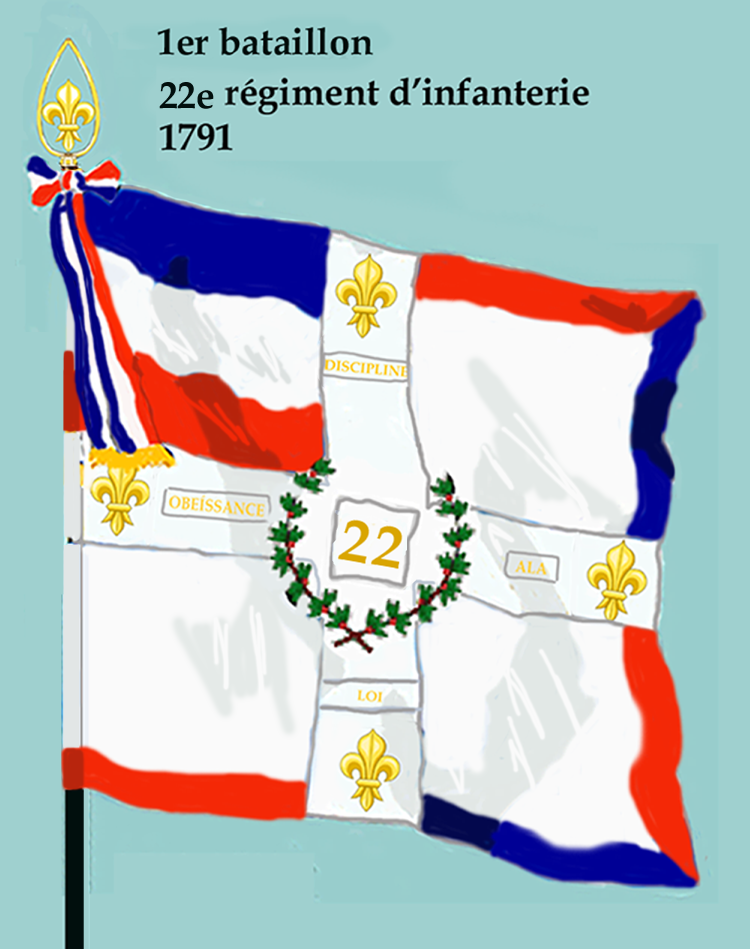
Drapeau du 1er bataillon du 22e régiment d'infanterie de ligne de 1791 à 1793
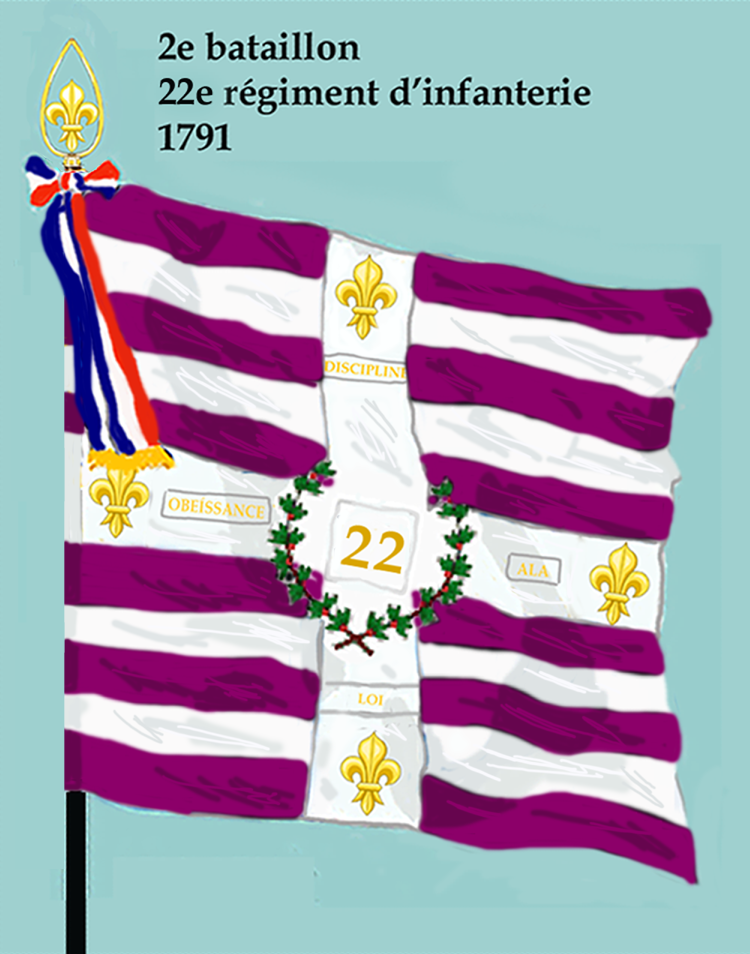
Drapeau du 2e bataillon du 22e régiment d'infanterie de ligne de 1791 à 1793

En vertu d'une ordonnance du 1er janvier 1791, les régiments existants durent quitter leurs dénominations, noms de provinces ou de familles des propriétaires des unités, pour n'être plus désignés que par un numéro de rang attribué selon l'ancienneté de chaque unité dans son arme.

Chaque régiment n'eut plus qu'un drapeau aux couleurs rouge, blanc et bleu, ayant à l'avers l'inscription Obéissance à la Loi et au revers le numéro du régiment et les noms des victoires auxquelles il avait brillamment participé.

C'est ainsi que le régiment de Viennois reçut, d'après le numéro d'ancienneté qu'il occupait dans la ligne, la nouvelle dénomination de 22e régiment d'infanterie de ligne.
- 1792
  - 20 septembre : Bataille de Valmy
  - Septembre-octobre : Siège de Lille
  - 1er décembre : Armée de la Moselle, expédition de Trèves

Conformément aux lois du 21 février, du 12 août 1793 et au décret de la Convention du 17 nivôse an II (8 janvier 1794), on s'occupait de l'embrigadement des troupes de ligne avec les bataillons de volontaires.

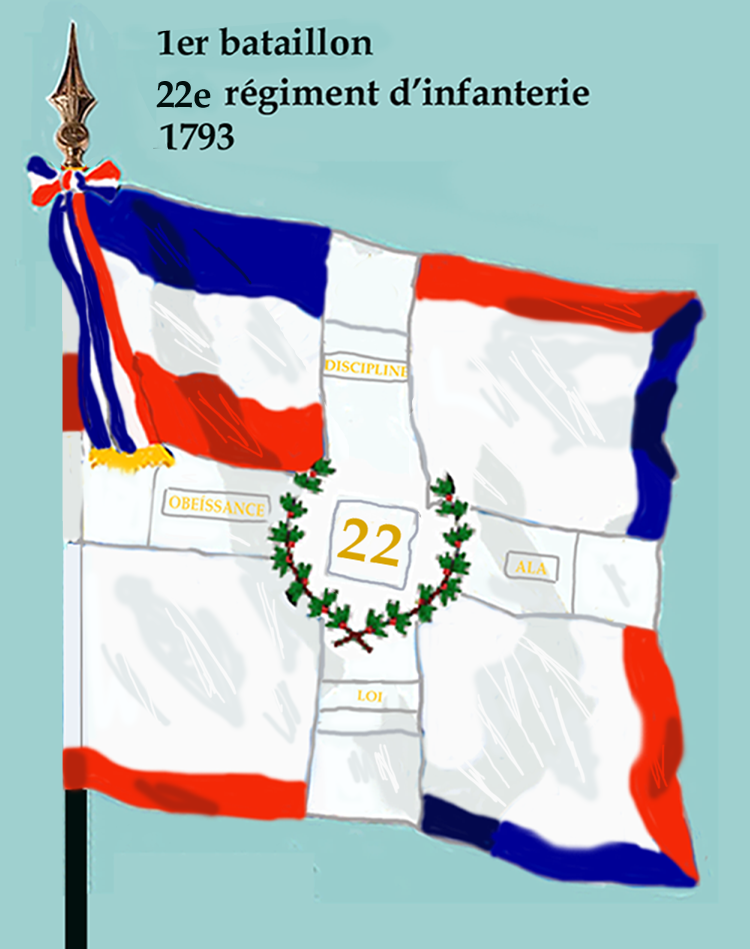
Le 1er bataillon du 22e régiment d'infanterie, fut amalgamé le 26 fructidor an II (12 septembre 1794), avec le 3e bataillon de volontaires du Lot et le 4e bataillon de volontaires de Seine-et-Oise pour former la 43e demi-brigade d'infanterie.
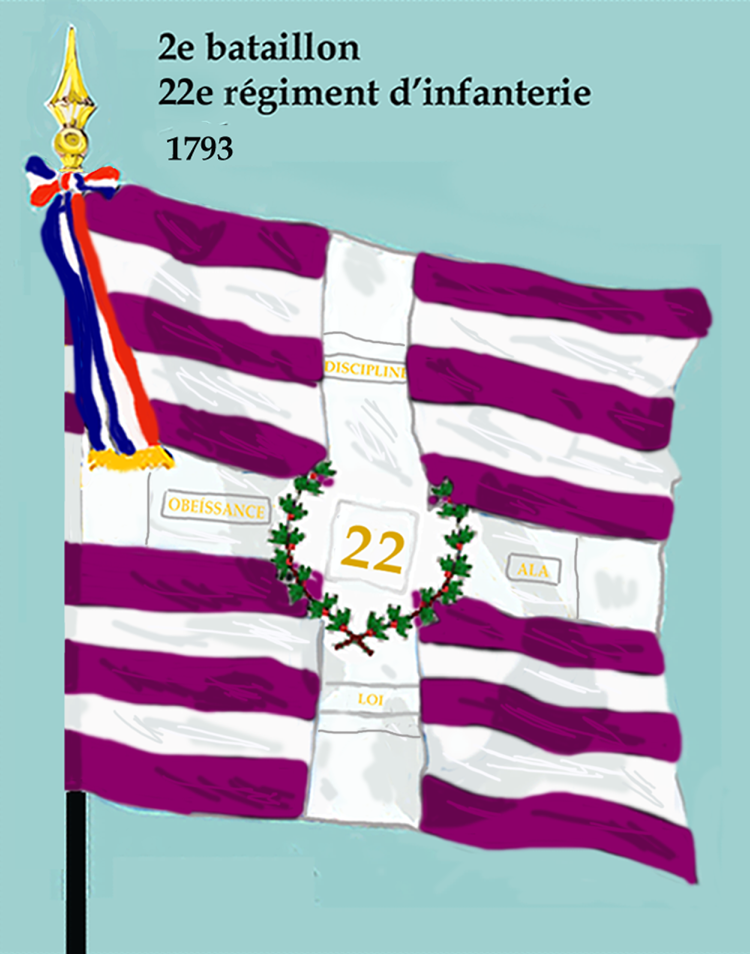
Le 2e bataillon du 22e régiment d'infanterie, fut amalgamé le 1er vendémiaire an III (22 septembre 1794) avec le 2e bataillon de volontaires de la Corrèze et le 5e bataillon de volontaires de Rhône-et-Loire pour former la 44e demi-brigade d'infanterie.

Ainsi disparaît pour toujours le 22e régiment d'infanterie ci-devant Viennois, partageant le sort de tous les régiments qui depuis deux siècles avaient défendu si intrépidement la patrie contre toutes les coalitions.

### 22edemi-brigadede première formation (1793-1796)

#### Guerres de la Révolution et de l'Empire
- Drapeau du 1er bataillon du 22e régiment d'infanterie de ligne de 1793 à 1804
- Drapeau du 2e bataillon du 22e régiment d'infanterie de ligne de 1793 à 1804

Conformément aux lois du 21 février, du 12 août 1793 et au décret de la Convention du 17 nivôse an II (6 janvier 1794), on s'occupait de l'embrigadement des troupes de ligne avec les bataillons de volontaires.

La 22e demi-brigade est formée en l'an II, de l'amalgame du 2e bataillon du 11e régiment d'infanterie (ci-devant la Marine) avec le Bataillon de volontaires de Martigues et le 2e bataillon de volontaires de Marseille également appelé Phalange Marseillaise.
- 1793 :
  - Bataille de Hondschoote
- 1794 : 
  - Armée du Nord

Le 19 janvier 1797, la 22e demi-brigade reçut une nouvelle dénomination, par suite d'un arrêté du Directoire du 18 nivôse an IV (8 janvier 1796), qui avait prescrit le remaniement complet de tous les bataillons sur pied et leur fusion en 100 demi-brigades d'infanterie de ligne et 30 d'infanterie légère, au moyen de la réunion de plusieurs demi-brigades en une seule.
La 22e demi-brigade, qui venait de faire les campagnes de 1794 à 1796 à l'armée d'Italie, tira au sort le numéro 63, devenant la 63e demi-brigade lors de ce qu'on appelle le deuxième amalgame de l'armée sous la Révolution.

### 22edemi-brigadede deuxième formation (1796-1803)

#### Guerres de la Révolution et de l'Empire
La nouvelle 22e demi-brigade se trouva formée, le 18 nivôse an IV (8 janvier 1796), et se composa de l'amalgame de l'ancienne 44e demi-brigade de première formation (2e bataillon du 22e régiment d'infanterie (ci-devant Viennois), 2e bataillon de volontaires de la Corrèze et 5e bataillon de volontaires de Rhône-et-Loire).
- 1798
  - 21 juillet : Bataille des Pyramides
- 1800
  - 25 janvier : Bataille du pont du Loc'h
  - 14 juin : Bataille de Marengo

### 22erégimentd'infanterie de ligne (1803- 1815)

#### Guerres de la Révolution et de l'Empire

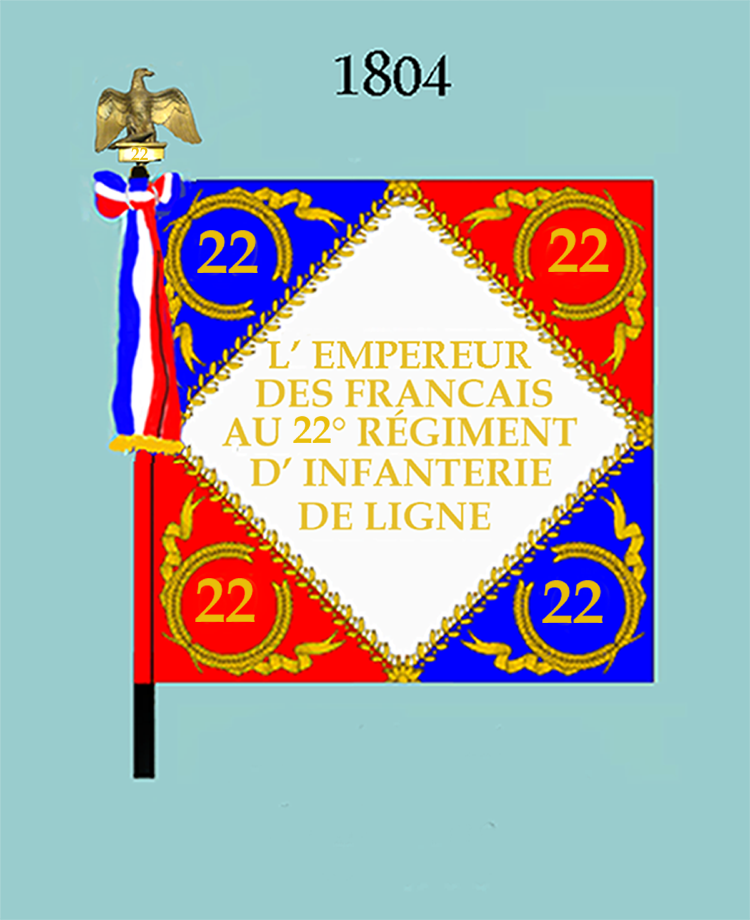
Drapeau modèle de 1804 (avers)
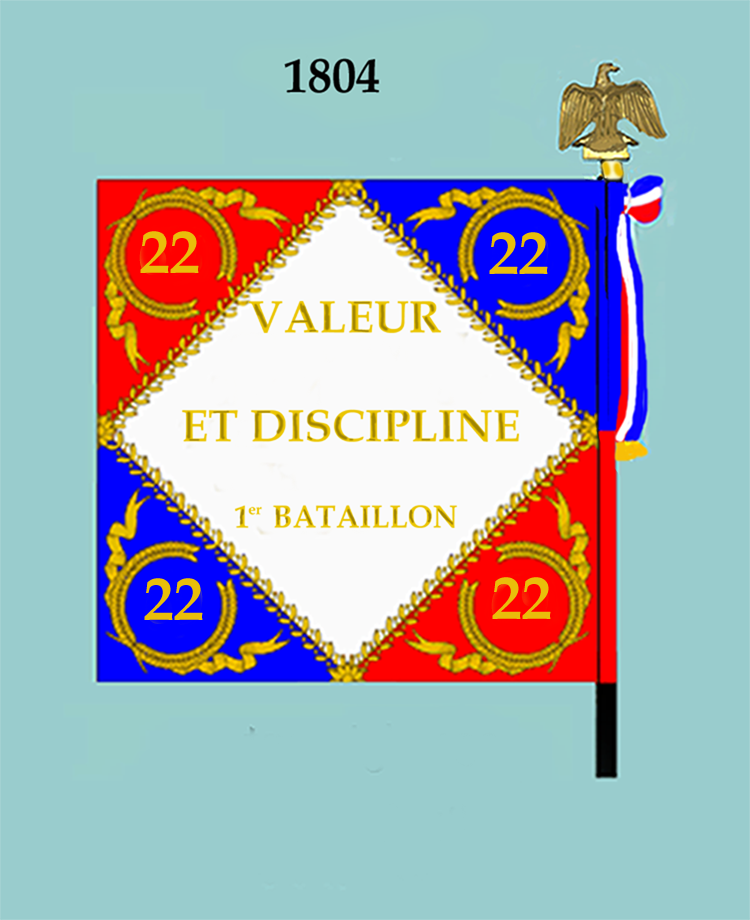
Drapeau modèle de 1804 (revers)

Par décret du 1er vendémiaire an XII (24 septembre 1803), une nouvelle réorganisation de l'armée française est prescrite. La 22e demi-brigade devient le 22e régiment d'infanterie.

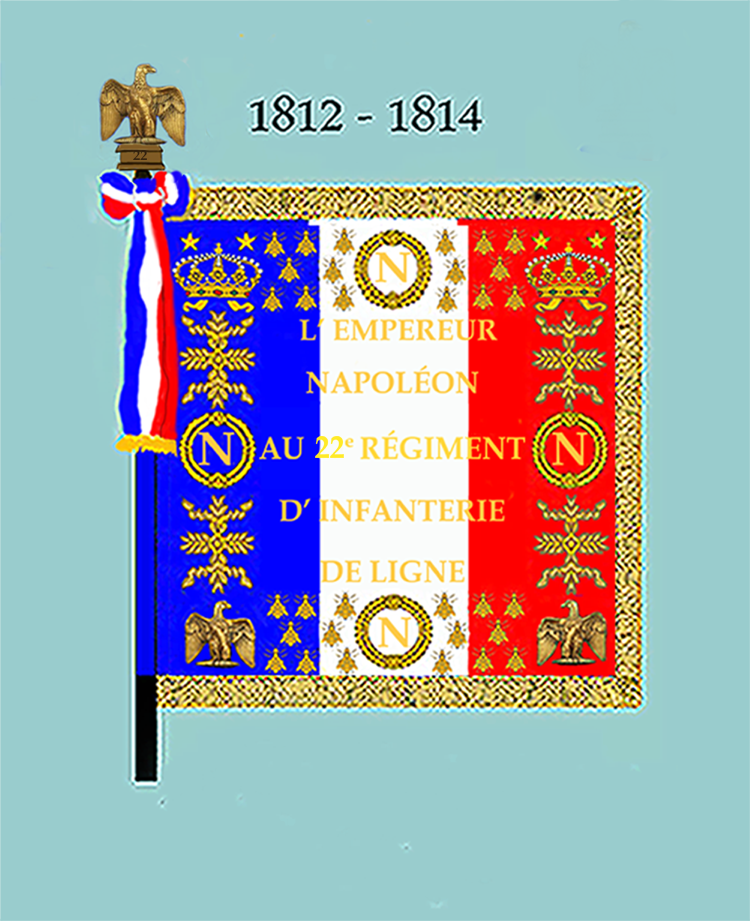
Drapeau modèle de 1812 (avers)
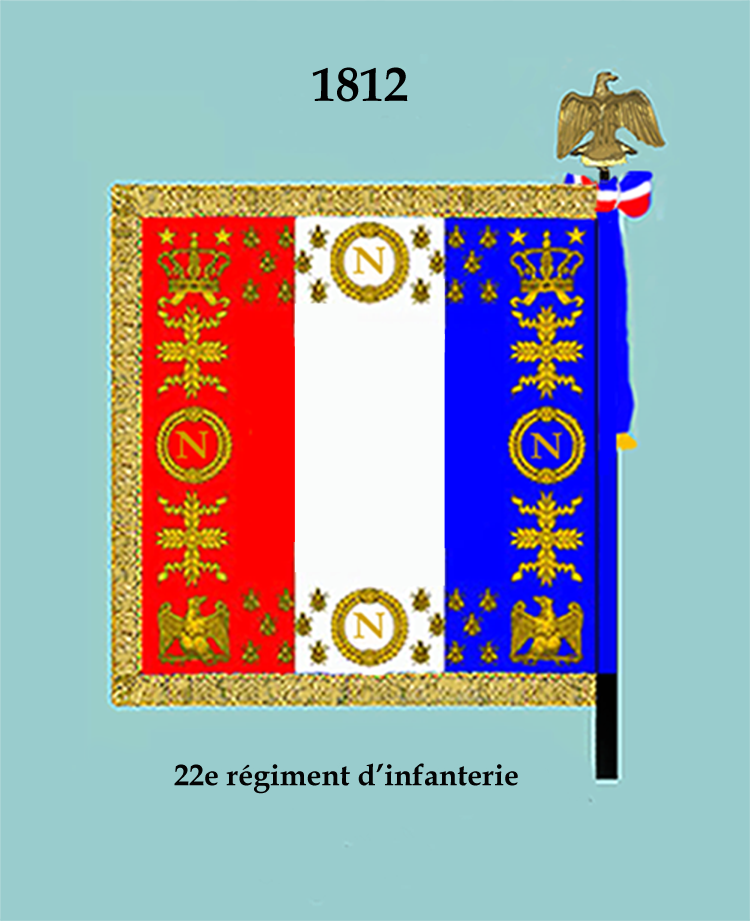
Drapeau modèle de 1812 (revers)

- 1813 : Campagne d'Allemagne
  - 2 mai : Bataille de Lützen
  - 16-19 octobre : Bataille de Leipzig
- 1814 : campagne de France, 
  - 14 février 1814 : Bataille de Vauchamps

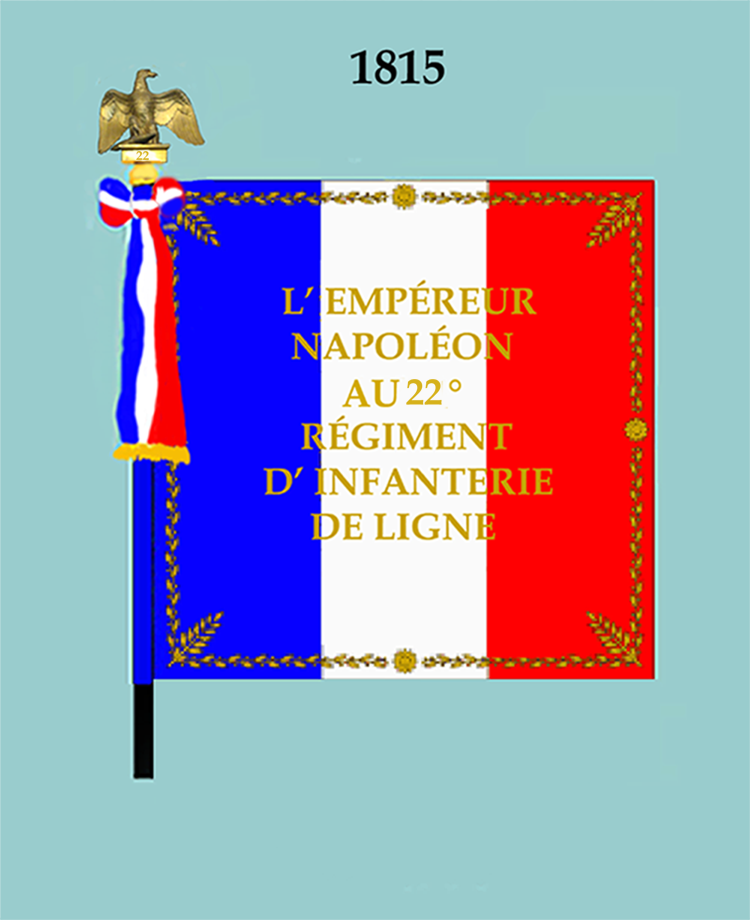
Drapeau modèle de 1815 (avers)
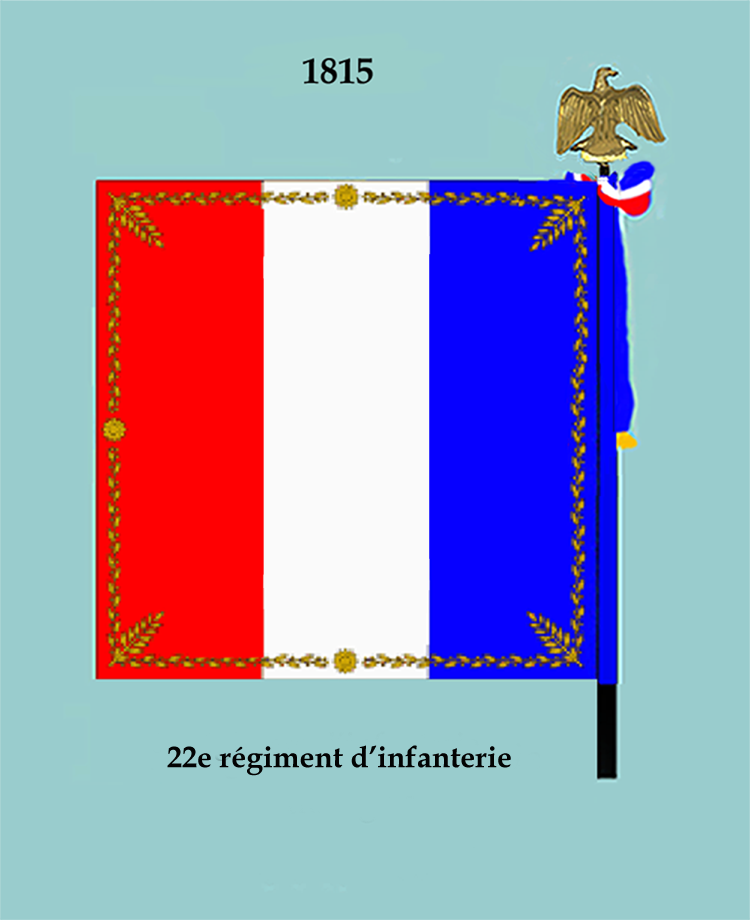
Drapeau modèle de 1815 (revers)

- 1815 : 
  - Campagne des Cent Jours

Après la seconde abdication de l'Empereur, Louis XVIII réorganise de l'armée de manière à rompre avec l'héritage politico-militaire du Premier Empire.
A cet effet une ordonnance du 16 juillet 1815 licencie l'ensemble des unités militaires françaises.

### Légion de l'Isère (1815-1820)
Par ordonnance du 11 août 1815, Louis XVIII crée les légions départementales. La Légion de l'Isère, qui deviendra le 22e régiment d'infanterie de ligne en 1820, est créée.

### 22erégiment d'infanterie de ligne(1820-1882)
En 1820 une ordonnance royale de Louis XVIII réorganise les corps de l'armée française en transformant les légions départementales régiments d'infanterie de ligne. Ainsi, le 22e régiment d'infanterie de ligne est formé, avec les 3 bataillons de la légion de l'Isère.

#### 1820 à 1852
- 1830 : Une ordonnance du 18 septembre créé le 4e bataillon et porte le régiment, complet, à 3 000 hommes[3].

- Campagne des Dix-Jours
  - 1832 : Siège d'Anvers

- 1839 : Algérie

#### Second Empire
- Par décret du 2 mai 1859 le 22e régiment d'infanterie fourni 1 compagnie pour former le 101e régiment d'infanterie de ligne.

- 1859 : Campagne d'Italie

- 17 août 1870 : le 22e régiment d'infanterie de ligne fait partie de l’Armée de Châlons. Avec le 34e régiment d’infanterie de ligne du colonel Hervé et deux compagnies de marche de chasseurs du capitaine Faye, le 22e forme la 1re brigade aux ordres du général Cambriels. Cette 1re brigade avec la 2e brigade du général de Villeneuve, deux batteries de 4 et une de mitrailleuses, une compagnie du génie constituent la 1re division d’infanterie commandée par le général de division Granchamp. Cette division d'infanterie évolue au sein du 12e corps d'armée ayant pour commandant en chef le général de division Lebrun. Le régiment combat à Sedan, puis à Champigny.
- 23 au 26 août 1870 : Marche vers l’Est.
- 29 août 1870 : Passage de la Meuse à Mouzon. Bataille de Beaumont.

#### 1871 à 1914
De 1881 à 1883 le régiment prendre part à l'expédition de Tunisie.
En 1887, le 22e régiment d'infanterie de ligne prend le nom de 22e régiment d'infanterie.

### 22erégiment d'infanterie

#### Première Guerre mondiale
Casernement en 1914 : Bourgoin, Sathonay-Camp.

##### Affectation
55e brigade d'infanterie, 28e division d’infanterie, 14e corps d’armée.

##### 1914
- En août, dans la vallée de la Moselle, dans le village de Jarménil et à Villé.
- Le 21 août, à Col d'Urbeis et le col de Climont.
- Septembre, Saint-Dié. Dans la Somme, vers Foucaucourt-en-Santerre.
- Le 25 septembre, le régiment perd la moitié de son effectif, environ 300 morts et 300 blessés.
- Le 28 novembre, à Fay (Somme), le 1er bataillon subit 80 tués et 114 blessés.

##### 1915
- Mars : le dépôt du 22e RI forme la 5e compagnie du 414e régiment d'infanterie.
- 3 avril : à Fontaine-les-Cappy.
- 19 avril : Maricourt (Somme).
- 25 septembre-6 octobre : seconde bataille de Champagne
- 20 octobre : vers Belfort.

##### 1916
- Dès février, bataille de Verdun.

##### 1917
- Dès janvier, dans la Somme. Vers l'Avre.
- Avril :  Bataille du Chemin des Dames.
- 23 octobre – 25 octobre 1917 : Bataille de la Malmaison

##### 1918
- Le régiment participe à la bataille de la Lys. Il doit tenir le Mont Kemmel et, le 24 avril est attaqué par la 56e division d'infanterie allemande. Il est quasiment anéanti, avec seulement 2 officiers et 135 hommes de troupe survivants.

#### Entre-deux-guerres
Le régiment est dissous le 1er janvier 1922.

### 22erégimentd'infanterie de forteresse

#### Seconde Guerre mondiale

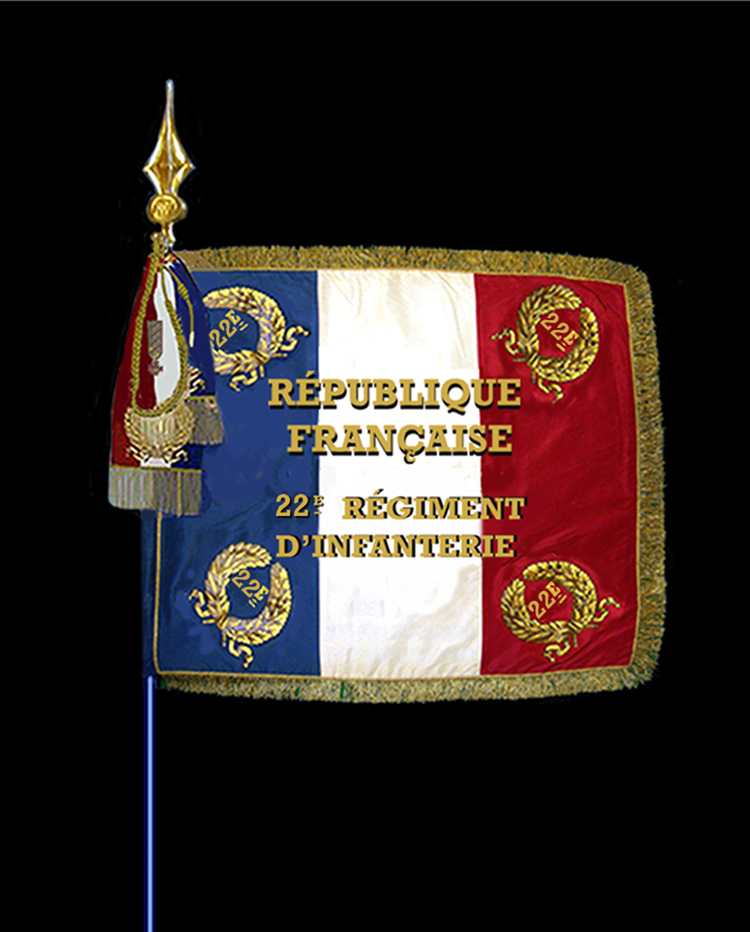
Drapeau à partir de 1921 (avers)
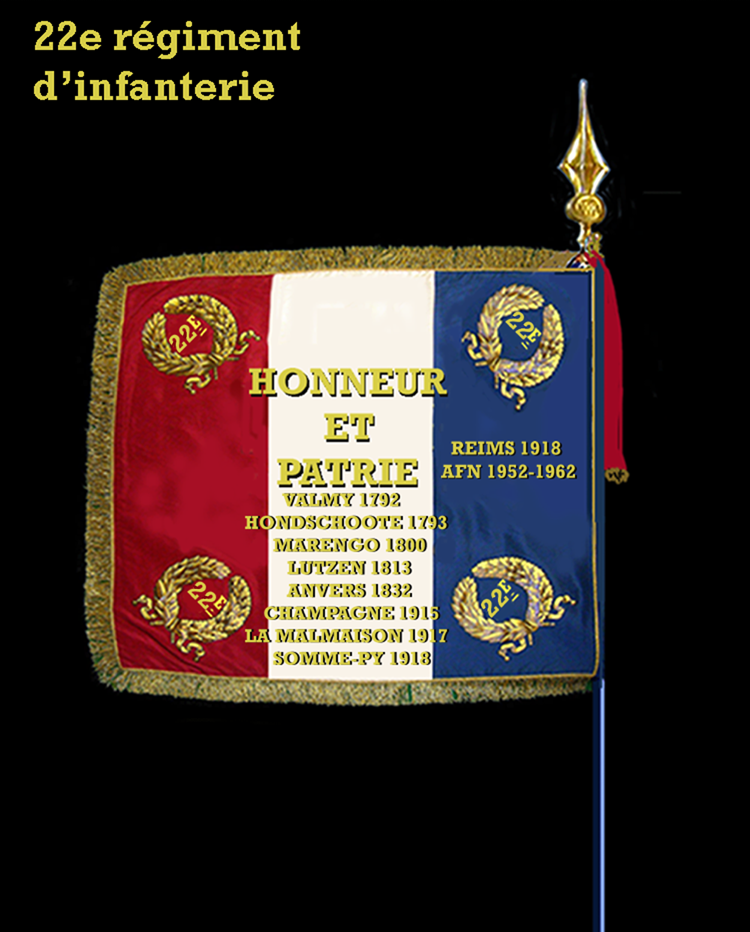
Drapeau à partir de 1921 (revers)

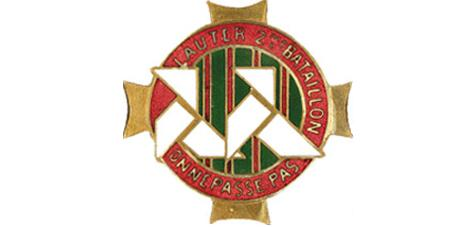
Insigne régimentaire du d’infanterie de forteresse (2e bataillon 1940).

Le 22e régiment d’infanterie de forteresse est formé le 22 août 1939. Il appartient au secteur fortifié de Haguenau.
Régiment d'infanterie de forteresse type Metz/Lauter de réserve A ; il est mis sur pied par le centre mobilisateur d'infanterie 202 de Haguenau.

### 22erégiment d'infanterie

#### Après 1945
Après 1945 le régiment reprend son appellation de 22e régiment d'infanterie. Il est dissous par la suite[réf. nécessaire], avant d'être recréé lors de la guerre d'Algérie.

#### Période de transition
Après le cessez-le-feu du 19 mars 1962, le 22e R.I créé, comme 91 autres régiments, 114 unités de la force locale de l'ordre Algérienne (Accords d'Evian du 18 mars 1962) Le 22° RI comme régiment constitue deux unités de la force locale, la 474°et la 475°UFO, composées de 10 % de militaires de la métropole et 90 % de militaires algériens musulmans.
Après l'indépendance de l'Algérie ces unités disparaissent ou sont dissoutes. Le 22e RI devient le 22e bataillon d'infanterie et est cantonné à Maison Carrée près d'Alger au camp Labat. Le 22e participe au rapatriement des militaires mais aussi des harkis et des pieds noirs.

#### Reformation
Reformé en 1966 au camp de Sathonay, le 22e régiment d'infanterie est à nouveau dissous le 1er octobre 1968, ses éléments formant alors le 99e régiment d'infanterie.

#### Après 1984, le GMR5
À partir de 1970, sont créés le Groupement des Moyens Régionaux (GMR) et la 5e Région Militaire de Commandement et de Soutien de Lyon se voit dotée du GMR5 basé à la caserne Sergent Blandan (Fort La Motte).
En 1984 le GMR5 reprend les traditions et le sigle du 22° RI, et en 1991 est officiellement recréé 22e Régiment d'Infanterie, implanté sur 3 sites de la Ville de Lyon : à la caserne Sergent Blandan, au quartier Général Frère, et au quartier Général-Sabatier (Arsenal de la Mouche).
Il est définitivement dissous en 2010, après avoir été réduit depuis 2000 au rang de Bataillon (22° BI), et est depuis remplacé par le Groupement de Soutien de la Base de Défense (GSBdD) de Lyon-Mont-Verdun.

## Personnalités ayant servi au22eRI
- Fernand Anginieur
- Georges Gimel

## Drapeau
Il porte, cousues en lettres d'or dans ses plis, les inscriptions suivantes, :
- Valmy 1792
- d'Hondschoote 1793
- Marengo 1800
- Lützen 1813
- Anvers 1832
- Champagne 1915
- La Malmaison 1917
- Somme-Py 1918
- Reims 1918
- AFN 1952-1962

## Décorations
Sa cravate est décorée de la fourragère aux couleurs du ruban de la Médaille militaire. Il est titulaire de la Croix de guerre 1914-1918 avec quatre citations à l'ordre de l'armée.

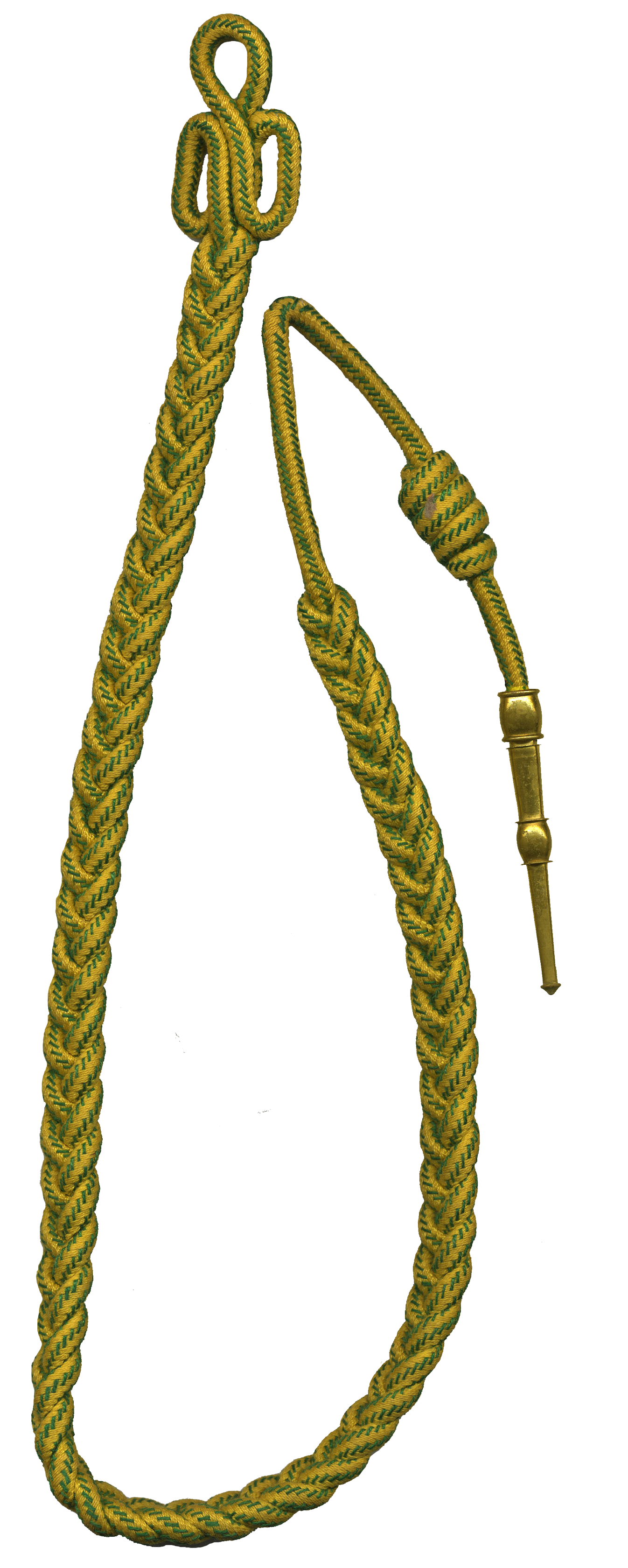
Fourragère aux couleurs du ruban de la Médaille militaire.
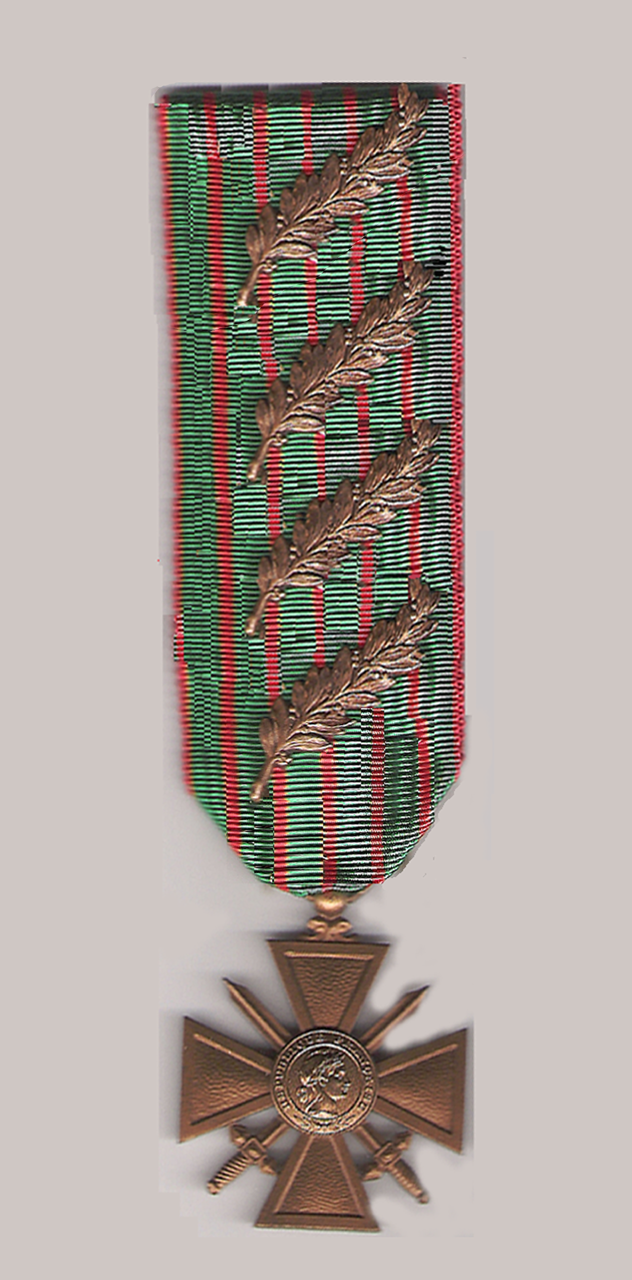
Croix de guerre 1914-1918 avec 4 palmes.

## Insigne
- Son insigne représente le drapeau d'ordonnance du régiment de Viennois. Les couleurs violet et cramoisi proviennent du drapeau d'ordonnance de Guyenne, le lion du blason de la Guyenne. La croix blanche rappelle la royauté.

## Devise
Courageux et robuste dans la bonne humeur

## Sources et bibliographie
- À partir du Recueil d'Historiques de l'Infanterie Française (Général Andolenko - Eurimprim 1969).
- Historiques des corps de troupe de l'armée française (1569-1900)